# Колонна, Лоренцо I Онофрио
Лоре́нцо Оно́фрио Коло́нна (итал. Lorenzo Onofrio Colonna), или Лоре́нцо I Оно́фрио Коло́нна (итал. Lorenzo I Onofrio Colonna; 19 апреля 1637, Палермо, Сицилийское королевство — 15 апреля 1689, Рим, Папское государство) — аристократ из рода Колонна, представитель ветви Колонна из Палиано, князь Кастильоне, герцог Тальякоццо, князь и герцог Палиано в 1659—1689 годах. Великий коннетабль Неаполитанского королевства . Вице-король Арагонского королевства в 1678—1681 годах. Регент Неаполитанского королевства в 1687—1688 годах. Кавалер Мальтийского ордена (1681). Кавалер орденов Золотого руна и Золотой шпоры. Меценат. Коллекционер произведений искусства, чьи собрания легли в основу галереи Колонна в Риме.

## Биография

### Ранние годы
Родился в Палермо 19 апреля 1637 года в многодетной семье дона Маркантонио V Колонна, князя и герцога Палиано (феода в Папском государстве, которым правили Колонна) и донны Изабеллы Джоэни-э-Кардона, княгини Кастильоне. По отцовской линии приходился внуком дону Филиппо I Колонна, князю и герцогу Палиано, великому коннетаблю Неаполитанского королевства и Лукреции Томачелли, синьоры Галатро. По материнской линии был внуком дона Лоренцо Джоэни-э-Кардона, князя Кастильоне и маркиза Джулианы и Антонии Аварна, баронессы Санта-Катерины. По обеим линиям Лоренцо Онофрио являлся представителем испанско-итальянской аристократии, что объясняло его тесные связи с Испанской империей.
Вырос в Риме, куда его семья переехала из Палермо в 1641 году. После смерти матери 12 января 1655 года унаследовал все владения рода Джоэни-э-Кардона в Сицилийском королевстве. После смерти отца 20 января 1659 года наследовал все владения ветви Колонна из Палиано. В 1660 году прибыл в Мадрид, чтобы лично выразить благодарность королю Филиппу IV, удостоившему его ордена Золотого руна, а заодно обсудить с ним ситуацию со спорами, возникшими вокруг наследования им звания коннетабля Неаполитанского королевства.

### Брак по расчёту
В 1660 году двор в Париже стал подыскивать жениха для Марии Манчини (28.08.1639 — 8.05.1715), племянницы кардинала Джулио Мазарини, бывшей фаворитки короля Людовика XIV. Лоренцо Онофрио был одним из кандидатов в мужья Марии. Он рассматривал брак с ней, как возможность укрепить положение семьи через связи будущей супруги при французском дворе. Кроме того, за невестой давали большое приданое. 23 февраля 1661 года Лоренцо Онофрио передал через дядю, кардинала Джироламо Колонна, что готов жениться. Получив согласие испанского двора, стороны заключили брак по доверенности в Лувре 11 апреля 1661 года. На церемонии, вместо посла Испанского королевства, заболевшего лихорадкой, жениха представлял маркиз Анджелелли. Приданое невесты составило 200 000 скудо в монетах и ювелирных изделиях, завещанных ей покойным Джулио Мазарини, и 200 000 франков от французского короля. Монарх передал ей ещё 80 000 скудо на личные расходы. По другим источникам, брак был заключён 15 апреля 1611 года, приданое Марии Манчини составило 600 000 ливров и дополнительно 50 000 ливров давались в личное распоряжение племянницы кардинала.
Свадебные тожества прошли в Милане 21 мая 1661 года в тесном семейном кругу. Лоренцо Онофрио был удивлён и горд тем фактом, что его супруга оказалась девственницей. В течение десяти дней он развлекал жену, устраивая банкеты. Затем, по пути в Рим, они посетили Феррару, Болонью и Лорето, где им пришлось задержаться из-за проблем со здоровьем у Марии. В Риме супруги поселились во дворце Колонна. По донесениям французского агента Эльпидио Бенедетти, герцог трижды в день посещал будуар герцогини, стараясь, как можно скорее, зачать наследника. Первая беременность Марии закончилась выкидышем в октябре 1661 года. За три года в их браке родились три сына:
- дон Филиппо[итал.] (7.04.1663 — 6.11.1714), князь Кастильоне, герцог Тальякоццо, герцог и князь Палиано под именем Филиппо II Колонна в 1689—1714 годах, великий коннетабль Неаполитанского королевства, кавалер орденов Золотого руна и Золотой шпоры, сочетался первым браком в Мадриде в 1681 году с донной Лоренсой де ла Серда д’Арагон и Кардона (10.08.1666 — 10.08.1697), дочерью герцога Мединасели, вторым браком в Риме в 1697 году с донной Олимпией Памфили (1672 — 11.02.1731), дочерью князя Сан-Мартино и Вальмонтоне;
- дон Маркантонио (15.04.1664 — 15.11.1715), римский дворянин, неаполитанский и венецианский патриций, в Болонье в 1694 году сочетался браком с Кристиной Палеотти (1672 — 10.02.1765), дочерью маркиза Палеотти;
- дон Карло (4.11.1665 — 8.07.1739), римский дворянин, неаполитанский и венецианский патриций, апостольский протонотарий, кардинал-дьякон в 1706—1739 годах[2].

Слабое здоровье Марии, которая чуть не умерла во время третьих родов, положило конец частым интимным отношениям между супругами. Лоренцо Онофрио завёл любовниц, от связей с которыми у него появлялись бастарды. Одной из постоянных пассий герцога была маркиза Кристина Палеотти, которая, став любовницей Лоренцо Онофрио, осталась подругой его жены. Марии современники также приписывали многочисленные адюльтеры, например, с певцом Николой Корези, композиторами Алессандро Страделлой и Франческо Кавалли, однако её общение с мужчинами не выходило за рамки откровенного флирта. Слухи об изменах жены приводили герцога в ярость, но скандалы между супругами носили театральный характер и были рассчитаны на публику. Лоренцо Онофрио и Мария оказывали покровительство живописцам и скульпторам, музыкантам и композиторам, содержали театр, коллекционировали произведения искусства.
Супруги Колонна блестяще справлялись с ролью светской семейной пары своего времени. В 1666 году они длительное время пробыли в Венеции, где она флиртовала, а он заводил романы на стороне. Оба очень любили развлечения. В Рим они принесли с собой великолепие двора в Париже. И пусть римские папы ругали французскую моду за нескромность (особенно женское платье, критикуя открытые руки, голые плечи и широкое декольте), последняя, при участии Марии, завоевала местных аристократок. Однако развлечения лишь усугубили пустоту между супругами, которая со временем заполнилась откровенной неприязнью. Лоренцио Онофрио и Мария устали друг от друга. Ссоры между ними приобрели ежедневный характер. Он стал часто проявлять к ней неуважение. Она начала опасаться за свою жизнь и стала суеверной. 29 мая 1672 года Мария сбежала из Рима в Париж. Она оставила ревнивого мужа, из-за опасений быть им отравленной, и отправилась к французскому королю.

### Поздние годы
Лоренцо Онофрио был подданным испанского короля, женатым на французской подданной. Однако его попытка стать посредником между испанцами и французами на дипломатическом фронте потерпела неудачу, как и желание влиять на общественные и политические процессы в Папском государстве. Так, Колонна не смог помешать браку между Чезарини и Сфорца из-за противодействия со стороны кардинала Альтьери Палацци. Его тесные контакты с крипто-католиками в Английском королевстве и самой английской королевой также оказались безрезультатными. Несмотря на обилие титулов и связей, претензии герцога на обращения «Ваше высочество» и «Ваша светлость» были отвергнуты двором в Мадриде. Лоренцо Онофрио указали на его зависимость от испаснского короля, приказав, как подданному Неаполитанского королевства, посетить испанского посланника при Святом Престоле и выразить тому почтение. Герцог сумел сохранить лицо и устроил встречу с испанским послом в формате визита вежливости.
Единственной областью, в которой Лоренцо Онофрио мог сполна удовлетворить собственное тщеславие, была светская жизнь. Он устраивал частые приёмы во дворце, на которые собирались лучшие представители высшего общества, а его представления на карнавалах в Риме, по свидетельству современников, всегда были яркими и запоминающимися. Скандал, разразившийся после того, как от него убежала супруга, ранил самолюбие герцога. Он стал преследовать жену-беглянку, угрожая заточить её в монастырь, если она не раскается в своём поступке. На стороне брошенного мужа выступила папская курия. Лоренцо Онофрио лично обратился к Кольберу, требуя от него вмешательства. Семейный скандал приобрёл международный характер. Преследуемая мужем, Мария скиталась по европейским городам, пока в 1677 году не остановилась в Мадриде, куда летом следующего года прибыл и сам Лоренцо Онофрио с их тремя детьми, получив назначение на место вице-короля Арагона. Супруги не смогли примириться, и в 1681 году, после обращения Марии к римскому папе, в котором она жаловалась понтифику на жестокость мужа, им позволили жить раздельно. В том же году, после свадьбы старшего сына в Мадриде, Лоренцо Онофрио вернулся в Рим, где предался ещё большим развлечениям.
В 1684 году у него случился приступ удушья и появилась аритмия. По совету врачей, он оставил город и длительное время жил в своих сельских поместьях. С ноября 1687 по январь 1688 года исполнял обязанности регента Неаполитанского королевства. В Рим вернулся другим человеком. Проблемы со здоровьем смягчили гордый нрав герцога. Лоренцо Онофрио простил супругу и изменил к ней своё отношение. Он стал тратить большие средства на благотворительность. Умер от водянки в Риме 15 апреля 1689 года.

## Титул
Наследный Великий коннетабль Неаполитанского королевства, 8-й герцог и князь Палиано, князь Кастильоне, 7-й герцог Тальякоццо, 5-й герцог Марино, 1-й герцог Маралья, маркиз Джулиана, маркиз Каве, граф Чеккано, барон Санта-Катерина, сеньор Дженаццано, Антиколи, Кастро, Моруло, Пильо, Пофи, Рокка ди Каве, Рокка ди Папа, Джулиано, Коллепардо, Айдоне, Бурджо, Контиза, Валькорренте, Кольтумаро, Валь ди Демоне, Валь ди Маццара и Згургола, благородный римлянин, неаполитанский и венецианский патриций, кавалер Ордена Золотого руна.